# うまいんだに
うまいんだには、長野県のJAみなみ信州が生産、販売する国産紅茶の名称。「うまいんだに」とは、飯田地方の方言で、「美味しいんですよ」の意。

## 特徴
飯田市南信濃などを産地とする赤石銘茶（やぶきた茶）を加工した紅茶である。価格が安く、大半の生産農家で捨てられる二番茶の商品化を目的として開発された。2003年9月から販売が開始され、国産の紅茶は生産量が少ないことから、「南アルプスの紅茶」として地域の特産品となった。2008年にはペットボトル飲料の販売が始まった。
渋味が薄く、甘味に富み、ストレート・ノンシュガーで飲むことができる。